# موش أباد
موش‌ أباد هي قرية آشورية مسيحية في مقاطعة أرومية، إيران. في تعداد عام 2006، لوحظ وجودها، ولكن لم يتم الإبلاغ عن سكانها.